# Мангіт
42°6′56″ пн. ш. 60°3′35″ сх. д. / 42.11556° пн. ш. 60.05972° сх. д.
Мангіт (кар. Manʻgʻiʻt; узб. Манғит, Mangʻit) — місто в Узбекистані, центр Амудар'їнського району Каракалпакстану.
Місто розташоване на Мангітському колекторі, біля кордону з Туркменістаном, за 71 км на південний схід від Нукуса. Вузол автошляхів (на Губадаг, Ургенч, Кіпчак, Дашогуз).
Населення 22 949 мешканців (перепис 1989).
Бавовнопрядильна, бавовноткацька фабрики.
Статус міста з 1973 року.